# Хамбар дере
Хамбар дере е красива гориста местност край село Черничево в близост до източнородопските села Бялградец и Казак, община Ивайловград, област Хасково.
От октомври 1999 местността е обявена за защитена местност с цел опазване на естествените ксерофитни дъбови гори, както и местообитанията и популациите на защитени и редки видове бозайници, птици, влечуги, земноводни и риби.
Хамбар дере има историческо значение заради некрополът от седемте долмена, датиращи от ранната Желязна епоха, които са запазени в местността. През 1990 г. запазените долмени от некропола
са проучени и документирани от българския археолог Георги Кулов.

## Описание и особености
Странично изсечени отвори имат и два от долмените от некропола – двата мегалитни паметника означени като Долмен № 2 и № 4, като при последния се наблюдава и предгробна камера и дромос. Еднокамерен долмен с дромос е и съоръжението, означено под № 5, докато Долмен № 3 е по-скоро долменоподобен гроб.
Долмените от Хамбар дере са с ориентация север-юг или с леко отклонение на запад, като входовете им са с изложение на юг. Около мегалитните гробни съоръжения
при Черничево са регистрирани разхвърляни много камъни, но те нямат характер на съзнателно изграден насип. Предположението на Георги Кулов, че три от тях са били покрити с общ могилен насип, не е подкрепено със сериозни доводи. Кулов е затруднен от липсата на данни за изясняване на погребалния обред в долмените от некропола и допуска възможността за биритуалност в погребалните практики в Източните Родопи през ранната Желязна епоха. Той изказва предположение, че долмените при село Черничево бележат междинен етап в развитието на мегалитните гробни конструкции и свързаните с тях поменални практики.
Досегашните археологически проучвания показват, че са съществували два основни подхода в построяването на долмените и подобните им гробове от най-югоизточните части на Родопа планина – напълно вкопани в терена или изградени на повърхността. Напълно вкопаните долмени са изграждани, като каменните плочи за стените им са монтирани
в предварително подготвени изкопи с плана и размерите на гроба. След подреждането и укрепването на плочите с част от пръстта от изкопа
е запълнено пространството извън съоръжението. Горните ръбове на вертикалните плочи на обектите, изградени по този начин, се откриват на 0,10 – 0,15 m под съвременната повърхност и това предполага, че те са били вкопани до покривните плочи.